# Condado de Casa de Ágreda
El Condado de Casa de Ágreda es un título nobiliario español, creado por las Cortes de Cádiz el 26 de mayo de 1810 y confirmado mediante el correspondiente Real despacho el 9 de junio de 1811 a favor de Diego de Ágreda y Martínez de Cabezón, caballero divisero hijodalgo del Antiguo e Ilustre Solar de Tejada, personaje ilustre de San Román de Cameros y vecino de México, con el vizcondado previo de "Casa de Tejada".
El título de Conde de Casa de Ágreda, fue rehabilitado por el rey Alfonso XIII en 1916 a favor de Tomás Rivero y Dávila, sobrino del primer conde. Esta primera rehabilitación fue anulada en 1919 y otorgado el Título, mediante una nueva rehabilitación a favor de José Antonio de Ágreda y Pérez de Grandallana.

## Condes de Casa de Ágreda
|                                 | Titular                                            | Periodo                      |
| Creación por Cortes de Cádiz    | Creación por Cortes de Cádiz                       | Creación por Cortes de Cádiz |
| ------------------------------- | -------------------------------------------------- | ---------------------------- |
| I                               | Diego de Ágreda y Martínez de Cabezón              | 1811-                        |
| Rehabilitación por Alfonso XIII |                                                    |                              |
| II                              | Tomás Rivero y Dávila                              | 1916-1919                    |
| Rehabilitación por Alfonso XIII |                                                    |                              |
| III                             | José Antonio de Ágreda y Pérez de Grandallana      | 1919-1934                    |
| IV                              | Diego de Ágreda y González                         |                              |
| V                               | José Antonio de Ágreda y González                  | 1940-1953                    |
| VI                              | María Luisa de Ágreda y Fernández de Villavicencio | 1955-1974                    |
| VII                             | Arturo Rainer de Ágreda                            | 1976-actual titular          |

## Historia de los Condes de Casa de Ágreda
- Diego de Ágreda y Martínez de Cabezón (n. en 1755), I conde de Casa de Ágreda. Natural de San Román de Cameros, comerciante afincado en México y Caballero de la Orden de Carlos III.

Rehabilitado en 1916 por:
- Tomás Rivero y Dávila (n. en 1890), sobrino del anterior, II conde de Casa de Ágreda. En 1919 le fue anulada la carta de rehabilitación, otorgando el Título a quién tenía mejor derecho:

Rebabilitado en 1919 a favor de :
- José Antonio de Ágreda y Pérez de Grandallana (1854-1934), III conde de Casa de Ágreda.

1. Casó con María Luisa González de Soto. Le sucedió su hijo:

- Diego de Ágreda y González (n. en 1881), IV conde de Casa de Ágreda.

1. Casó con María del Carmen Camero-Cívico y Porres. Le sucedió, en 1940, su hermano:

- José Antonio de Ágreda y González (1882-1953), V conde de Casa de Ágreda.

1. Casó con María Luisa Fernández de Villavicencio y Oronoz, hija de Lorenzo Fernández de Villavicencio y del Corral, IV duque de San Lorenzo de Valhermoso, XI duque del Parque y VI marqués de Casa Villavicencio y de Josefa de Oronoz Clemente Beas.
2. Casó, en segundas nupcias con Margarita Pérez Cabello. Le sucedió, de su primer matrimonio, su hija:

- María Luisa de Ágreda y Fernández de Villavicencio (1905-1974), VI condesa de Casa de Ágreda.

1. Casó con Eric-Arthur Rainer y Yane. Le sucedió su hijo:

- Arturo Rainer de Ágreda (n. en 1943), VII conde de Casa de Ágreda.

1. Casó con Luisa Pan García-Pelayo.